# Slaves' Graves and Ballads
Slaves' Graves & Ballads je třetí studiové album americké skupiny Dirty Projectors. Vydáno bylo v roce 2004 společností Western Vinyl a jeho producentem byl David Longstreth, vůdčí osobnost kapely. Obal alba byl inspirací pro obal desky Bitte Orca, kterou kapela vydala v roce 2009.

## Seznam skladeb
Autorem všech skladeb je David Longstreth.
1. „Somberly, Kimberly“ – 1:22
2. „On the Beach“ – 3:40
3. „(Throw On) The Hazard Lights“ – 4:11
4. „Slaves' Graves“ – 3:03
5. „Grandfather's Hanging“ – 3:31
6. „We Are Swaddled“ – 1:25
7. „Hazard Lights (Reprise)“ – 2:02
8. „A Labor More Restful“ – 3:41
9. „Unmoved“ – 3:01
10. „Ladies, You Have Exiled Me“ – 2:54
11. „Because Your Light Is Turning Green“ – 3:15
12. „Obscure Wisdom“ – 1:34
13. „This Weather“ – 2:27
14. „Since I Opened“ – 3:19